# Marcenat (Allier)
Marcenat település Franciaországban, Allier megyében. Lakosainak száma 376 fő (2022. január 1.). Marcenat Billy, Créchy, Loriges, Paray-sous-Briailles, Saint-Didier-la-Forêt, Saint-Germain-des-Fossés és Saint-Rémy-en-Rollat községekkel határos.

## Népesség
A település népességének változása:
| Lakosok száma | 359  | 349  | 330  | 354  | 373  | 382  | 405  | 410  | 412  | 376  |
|               | 1968 | 1982 | 1990 | 2006 | 2013 | 2015 | 2017 | 2019 | 2020 | 2022 |